# Laurean Rugambwa
Laurean Rugambwa (1912 - 1997) là một hồng y người Tanzania của Giáo hội Công giáo Rôma. Ông từng đảm trách cương vị Tổng giám mục Trưởng Giáo tỉnh Dar-es-Salaamm kiêm Tổng giám mục Tổng giáo phận Dar-es-Salaam từ năm 1968 đến năm 1992. Trước đó, ông từng đảm trách cương vị Giám mục Đại diện Tông Tòa Hạt Đại diện Tông Tòa Kagera Inferiore (1951 - 1953), giám mục chính tòa giáo phận Rutabo (1953 - 1960), giám mục chính tòa giáo phận Bukoba (1960 - 1968). Trong cơ cấu Hội đồng Giám mục, ông từng đảm trách vai trò Chủ tịch Liên Hội đồng Giám mục Đông Phi từ năm 1970 đến năm 1974.
Ông là hồng y của Giáo hội Công giáo Rôma đầu tiên xuất thân từ châu Phi.

## Thân thế và tu học
Rugambwa sinh ngày 12 tháng 7 năm 1912 trong một gia đình quý tộc ở làng Bukongo, Rutabo-Kamachumu, Quận Bukoba, phía tây bắc Tanzania. Địa điểm này nằm trong khu vực biên giới với quốc gia láng giềng Uganda. Thân phụ là ông Domitii Rushubirwa và thân mẫu là bà Asteria Mukaboshezi, cả hai người họ đều có dòng máu hoàng tộc. Cả gia đình ông cũng được rửa tội cùng dịp với các thành viên khác trong gia đình.
Do nhà cầm quyền địa phương cấm các hoạt động tôn giáo tại vùng cao nguyên Kamachumu, cậu bé Rugambwa hàng ngày đi bộ 20 km để đến giáo xứ Kagondo để học giáo lý Công giáo. Linh mục Emil Verfurth, một nhà truyền giáo tại châu Phi cử hành Bí tích Rửa tội cho cậu vào ngày 21 tháng 3 năm 1921. Sau lễ rửa tội, Rugambwa tiếp tục việc học tiểu học.
Năm 1926, Rugambwa gia nhập chủng viện Rubya và tốt nghiệp năm 1933. Sau đó, chủng sinh này nhập học cấp Đại chủng viện tại Katigondo, Uganda.

## Thời kỳ linh mục
Sau quá trình tu học tại các chủng viện Laurean Rugambwa được thụ phong linh mục vào ngày 12 tháng 12 năm 1943 tại Rutabo. Cử hành nghi thức truyền chức làm giám mục Burchard Huwiler, Đại diện Tông Tòa Hạt Đại diện Tông Tòa Bukoba. Tân linh mục sau đó được bổ nhiệm đảm trách mục vụ tại giáo xứ Kagondo rồi sau đó thuyên chuyển đến giáo xứ Rubya. Sau 5 năm linh mục, ông được cắt đặt về chăm sóc mục vụ giáo xứ Kashozi, giáo xứ có bề dày truyền thống lâu đời nhất trong giáo phận.
Trong thời gian này, Tòa Thánh dự định chia cắt Hạt đại diện Tông Tòa Bukoba và thực hiện thử nghiệm việc bàn giao một Hạt đại diện Tông Tòa cho một giám mục lãnh đạo là người bản địa châu Phi. Vì mục đích này, linh mục Rugambwa được chọn cho đi du học tại Rôma. Tại Rôma, ông học tại Đại học St. Pater, và học Giáo luật tại Đại học Giáo hoàng Urbania.

## Thời kỳ Giám mục
Sau sự từ chức của giám mục Burchard Huwiler do tuổi cao và cái chết của vị kế nhiệm là Giám mục Tetrault năm 1951, Tòa Thánh quyết định chia tách Hạt Đại diện Tông Tòa Bukoba. Cùng lúc này, sau khi hoàn tất chương trình du học và văn bằng Tiến sĩ Giáo luật, linh mục Rugambwa trở về quê hương, được điều chuyển quản lý Rubya và sau đó là Giáo xứ Kashozi.
Vào ngày 13 tháng 12 năm 1951, Tòa Thánh loan tin bổ nhiệm linh mục Laurean Rugambwa làm Đại diện Tông Tòa Hạt Đại diện Tông Tòa Hạ Kagera, danh nghĩa Giám mục Hiệu tòa Febiana. Hạt đại diện này vừa thiết lập trên cơ sở chia tách khỏi Hạt đại diện Tông Tòa Bukoba. Lễ tấn phong cho vị tân chức cử hành ngày 10 tháng 2 năm 1952. Nghi thức truyền chức chính thức cử hành bởi Chủ phong là Giám mục David James Mathew, Khâm sứ Tòa Thánh tại Tây Phi và hai vị phụ phong, gồm Giám mục Joseph Nakabaale Kiwánuka Đại diện Tông Tòa của Hạt Đại diện Tông Tòa Masaka và giám mục Joseph Blomjous, Đại diện Tông Tòa Mwanza. Ông cũng chính là vị giám mục đầu tiên xuất thân từ Tanzania.
Năm 1953, Hạt đại diện Tông Tòa được nâng cấp thành giáo phận Rutabo, Giám mục Laurean Rugambwa được thăng Giám mục chính tòa Tiên khởi giáo phận Rutabo.

## Thăng Hồng y
Giáo hoàng Gioan XXIII ra quyết định vinh thăng Giám mục Laurean Rugambwa làm Hồng y đầu tiên của châu Phi. Lễ vinh thăng chính thức tổ chức vào ngày 28 tháng 3 năm 1960. Ông được phong Hồng y Đẳng linh mục Nhà thờ S. Francesco d'Assisi a Ripa Grande và chính thức đến nhận tước hiệu vào ngày 31 tháng 3 năm 1960.
Cùng năm này, hồng y được Tòa Thánh thuyên chuyển làm giám mục chính tòa giáo phận Bukoba, sau khi giáo phận này bị chia tách để thành lập giáo phận Rulenge. Thời kỳ tại Bukoba, ông đào tạo nhiều người cả nam và nữ, chú trọng đến một số người được dự định đưa vào các vị trí lãnh đạo giáo hội. Ngoài ra, ông cũng cho thiết lập nhiều bệnh viện và trường học.
Hồng y Rugambwa là một nghị phụ tham gia Công đồng Vatican II và tham gia đầy đủ trong bốn năm tổ chức công đồng. Ông tham gia sớm và là nghị phụ tích cực, với quan điểm riêng là ủng hộ quốc tế hóa Giáo triều Rôma, điều chỉnh các nghi thức phục vụ theo hướng tôn trọng âm nhạc và phong tục địa phương. Ngoài ra, ông cũng ủng hộ đại kết các giáo phái Kitô khác, nhấn mạnh vai trò giáo dân trong đời sống Giáo hội.

## Tổng giám mục Thủ đô
Ngày 19 tháng 12 năm 1968, Laurean Rugambwa được chọn làm Tổng giám mục Dar es Salaam, Thủ đô của Tanzania. Trong thời kỳ quản lý giáo phận, ông đã dùng nhiều dòng tu hỗ trợ cho công tác giới thiệu Công giáo và thành công thiết lập nhiều giáo xứ Công giáo tại các thành phố có đa phần tín hữu Hồi giáo. Tại tổng giáo phận, ông cũng thiết lập nhiều bệnh viện, chủng viện và thiết lập dòng nữ tu Thánh Phanxicô Assisi. Hồng y Laurean Rugambwa là nhà lãnh đạo tôn giáo được sự tôn trọng từ nhiều tôn giáo khi ông đại diện các giáo phái tôn giáo Công giáo, Tin lành và Hồi giáo khi thương thuyết đàm phán với chính phủ Tanzania.
Trong thời kỳ đương nhiệm, ông từng tham gia ba mật nghị Hồng y vào các năm 1963 và tháng 8, tháng 10 năm 1978 để bầu chọn các giáo hoàng mới của Giáo hội Công giáo Rôma.
Laurean Rugambwa qua đời vào ngày 8 tháng 12 năm 1997. Thi hài ông được an táng tại nhà thờ vùng Kagera, phía bắc Tanzania. Các tín hữu đã đến thăm mộ và cầu nguyện với cố hồng y tại đây. Sau đó, Nhà thờ chính tòa Dar es Salaam được tái thiết và thi hài cố hồng y được chuyển đến và cải táng tại đây vào ngày 6 tháng 10 năm 2012.